# Эмблема Анголы
Эмблема Анголы представляет собой скрещённые мачете-панга и мотыгу естественного цвета, и золотую пятиконечную звезду над ними, в лучах восходящего красного солнца, на фоне голубого диска, обрамлённого венком из кукурузы, кофе и хлопка слева и половиной зубчатого колеса справа; в нижней части эмблемы изображены серебряная открытая книга и золотая лента с названием государства на португальском языке «Республика Ангола» (порт. República de Angola).

## Символика
На гербе Анголы изображены мачете и мотыга, символизирующие сельскохозяйственных работников, а также революцию, через которую прошло государство, чтобы получить независимость. Жёлтая звезда на гербе обозначает прогресс, а восходящее солнце является символом нового начала. Герб Анголы наполовину обрамляет [
зубчатое колесо, представляющее промышленных работников, и венок из кукурузы, кофе, и хлопка, представляющий кофейную и хлопковую отрасли.
Открытая книга, изображенная внизу герба, является символом образования. Под книгой проходит лента с надписью «Республика Ангола» на португальском языке.

## История эмблемы
|  | Герб португальской колонии Ангола 1935—1951   |
|  | Герб португальской провинции Ангола 1951—1975 |
|  | Герб Народной Республики Ангола 1975—1992     |